# Сначала любовь, потом свадьба
«Сначала любовь, потом свадьба» (англ. Love, Wedding, Marriage) — американская романтическая кинокомедия режиссёра Дермота Малруни. Премьера состоялась 3 июня 2011 года. 

## Сюжет
Эва (Мэнди Мур) и Чарли (Келлан Латс) недавно в браке и живут вместе. Но прочность брака рушится в глазах Эвы на фоне расставания её родителей после 30-и лет супружеской жизни. Эва, как брачный консультант, намерена их свести вновь и сделать это нужно поскорей, поскольку вскоре должна состоятся вечеринка, посвящённая 30-й годовщине свадьбы родителей.

## В ролях
- Мэнди Мур — Эва
- Келлан Латс — Чарли
- Джессика Зор — Шелби
- Джейн Сеймур — Бетти
- Джеймс Бролин — Брэдли
- Майкл Уэстон — Гербер
- Марта Жмуда — Кася

## Критика
Фильм считается «гнилым» (набрал менее 60%), согласно Rotten Tomatoes, с показателем «Томатометра» в 0%, со средним рейтингом 1,6 балла из 10. Рецензия-опрос веб-сайта Rotten Tomatoes показала, что 28% аудитории дали положительный отзыв о фильме, при средней оценке 2,8 балла из 5..